# 12-я Гонконгская кинопремия
12-я церемония Гонконгской кинопремии, на которой были отмечены лучшие фильмы 1992 года, состоялась 23 апреля 1993 года в Гонконгской академии исполнительских искусств, Гонконг. Во время церемонии вручались награды в 16 категориях.

## Статистика
| Фильм                                     | номинации | победы |
| ----------------------------------------- | --------- | ------ |
| • 92: Чёрная Роза против Чёрной розы      | 9         | 2      |
| • Однажды в Китае 2                       | 9         | 1      |
| • Авансцена                               | 8         | 4      |
| • Виртуоз 2                               | 7         | 1      |
| • Король нищих                            | 6         | 0      |
| • Человек в клетке                        | 5         | 4      |
| • Таверна дракона                         | 4         | 0      |
| • Правосудие моей пятки                   | 4         | 0      |
| • Королевский бродяга 2                   | 3         | 0      |
| • Круто сваренные                         | 2         | 1      |
| • Полицейская история 3: Суперполицейский | 2         | 0      |
| • Любовь: Теперь ты её видишь             | 2         | 0      |
| • Сопротивление в школе 2                 | 2         | 0      |
| • Близнецы                                | 2         | 0      |
| • Дни глупости                            | 1         | 1      |
| • Двойные наручники                       | 1         | 1      |
| • Обнажённая убийца                       | 1         | 0      |
| • Арестуй неугомонного                    | 1         | 0      |
| • Король шахмат                           | 1         | 0      |
| • Секс-ипподром                           | 1         | 0      |
| • Лучший из лучших                        | 1         | 0      |
| • Туманный                                | 1         | 0      |
| • Магнат казино                           | 1         | 0      |
| • Мэри из Пекина                          | 1         | 0      |

## Список номинантов и лауреатов
★ Победители выделены отдельным цветом. 
| Номинация                           | Лауреаты и номинанты                                                                                                   | Лауреаты и номинанты                                                                                                   | Лауреаты и номинанты                                                |
| ----------------------------------- | --- | --- | ------------------------------------------------------------------- |
| Лучший фильм                        | | ★ «Человек в клетке» режиссёр: Джэйкоб Чён                                                                             | ★ «Человек в клетке» режиссёр: Джэйкоб Чён                          |
| Лучший фильм                        | • «92: Чёрная Роза против Чёрной розы» режиссёр: Джеффри Лау                                                           | |                                                                     |
| Лучший фильм                        | • «Авансцена» режиссёр: Стэнли Кван                                                                                    | |                                                                     |
| Лучший фильм                        | • «Король нищих» режиссёр: Гордон Чан                                                                                  | |                                                                     |
| Лучший фильм                        | • «Однажды в Китае 2» режиссёр: Цуй Харк                                                                               | |                                                                     |
| Лучшая режиссёрская работа          | ★ Джэйкоб Чён за фильм «Человек в клетке»                                                                              | ★ Джэйкоб Чён за фильм «Человек в клетке»                                                                              |                                                                     |
| Лучшая режиссёрская работа          | • Цуй Харк за фильм «Однажды в Китае 2»                                                                                | |                                                                     |
| Лучшая режиссёрская работа          | • Джеффри Лау за фильм «92: Чёрная Роза против Чёрной розы»                                                            | |                                                                     |
| Лучшая режиссёрская работа          | • Гордон Чан за фильм «Король нищих»                                                                                   | |                                                                     |
| Лучшая режиссёрская работа          | • Стэнли Кван за фильм «Авансцена»                                                                                     | |                                                                     |
| Лучшая женская роль                 | | ★ Мэгги Чун за фильм «Авансцена»                                                                                       | ★ Мэгги Чун за фильм «Авансцена»                                    |
| Лучшая женская роль                 | • Чингми Яу за фильм «Обнажённая убийца»                                                                               | |                                                                     |
| Лучшая женская роль                 | • Бриджит Линь за фильм «Виртуоз 2»                                                                                    | |                                                                     |
| Лучшая женская роль                 | • Бриджит Линь за фильм «Близнецы»                                                                                     | |                                                                     |
| Лучшая женская роль                 | • Мэгги Чун за фильм «Таверна дракона»                                                                                 | |                                                                     |
| Лучшая женская роль                 | • Анита Муи за фильм «Правосудие моей пятки»                                                                           | |                                                                     |
| Лучшая мужская роль                 | | ★ Тони Люн Ка-фай за фильм «92: Чёрная Роза против Чёрной розы»                                                        | ★ Тони Люн Ка-фай за фильм «92: Чёрная Роза против Чёрной розы»     |
| Лучшая мужская роль                 | • Джеки Чан за фильм «Полицейская история 3: Суперполицейский»                                                         | |                                                                     |
| Лучшая мужская роль                 | • Чарльз Хюн за фильм «Арестуй неугомонного»                                                                           | |                                                                     |
| Лучшая мужская роль                 | • Стивен Чоу за фильм «Правосудие моей пятки»                                                                          | |                                                                     |
| Лучшая мужская роль                 | • Тони Люн Ка-фай за фильм «Король шахмат»                                                                             | |                                                                     |
| Лучшая женская роль второго плана   | | ★ Фун Поупоу за фильм «92: Чёрная Роза против Чёрной розы»                                                             | ★ Фун Поупоу за фильм «92: Чёрная Роза против Чёрной розы»          |
| Лучшая женская роль второго плана   | • Тереза Мо за фильм «92: Чёрная Роза против Чёрной розы»                                                              | |                                                                     |
| Лучшая женская роль второго плана   | • Вон Вань-Си за фильм «92: Чёрная Роза против Чёрной розы»                                                            | |                                                                     |
| Лучшая женская роль второго плана   | • Тереза Мо за фильм «Любовь: Теперь ты её видишь»                                                                     | |                                                                     |
| Лучшая женская роль второго плана   | • Дини Ип за фильм «Сопротивление в школе 2»                                                                           | |                                                                     |
| Лучшая мужская роль второго плана   | | ★ Лю Кай-Чи за фильм «Человек в клетке»                                                                                | ★ Лю Кай-Чи за фильм «Человек в клетке»                             |
| Лучшая мужская роль второго плана   | • Френсис Ын за фильм «Близнецы»                                                                                       | |                                                                     |
| Лучшая мужская роль второго плана   | • Тони Люн за фильм «Круто сваренные»                                                                                  | |                                                                     |
| Лучшая мужская роль второго плана   | • Энтони Вонг за фильм «Любовь: Теперь ты её видишь»                                                                   | |                                                                     |
| Лучшая мужская роль второго плана   | • Донни Йен за фильм «Однажды в Китае 2»                                                                               | |                                                                     |
| Лучший сценарий                     | ★ Янк Вон, Джэйкоб Чён, Ын Чхончау за фильм «Человек в клетке»                                                         | ★ Янк Вон, Джэйкоб Чён, Ын Чхончау за фильм «Человек в клетке»                                                         |                                                                     |
| Лучший сценарий                     | • Пегги Чао, Кенг Чиен Чи за фильм «Авансцена»                                                                         | |                                                                     |
| Лучший сценарий                     | • Сэнди Шоу за фильм «Правосудие моей пятки»                                                                           | |                                                                     |
| Лучший сценарий                     | • Джеффри Лау за фильм «92: Чёрная Роза против Чёрной розы»                                                            | |                                                                     |
| Лучший сценарий                     | • Чань Киньчун за фильм «Король нищих»                                                                                 | |                                                                     |
| Лучший новый актёр                  | | ★ Анита Юань за фильм «Дни глупости»                                                                                   | ★ Анита Юань за фильм «Дни глупости»                                |
| Лучший новый актёр                  | • Ку Мин-Ва за фильм «Секс-ипподром»                                                                                   | |                                                                     |
| Лучший новый актёр                  | • Афена Чу за фильм «Сопротивление в школе 2»                                                                          | |                                                                     |
| Лучший новый актёр                  | • Сэмми Чэн за фильм «Лучший из лучших»                                                                                | |                                                                     |
| Лучший новый актёр                  | • Сюн Синьсинь за фильм «Однажды в Китае 2»                                                                            | |                                                                     |
| Лучшая операторская работа          | | ★ Пун Хан-Сан за фильм «Авансцена»                                                                                     | ★ Пун Хан-Сан за фильм «Авансцена»                                  |
| Лучшая операторская работа          | • Ли Так-Шин за фильм «Туманный»                                                                                       | |                                                                     |
| Лучшая операторская работа          | • Артур Вон за фильм «Однажды в Китае 2»                                                                               | |                                                                     |
| Лучшая операторская работа          | • Том Лау, Артур Вон за фильм «Таверна дракона»                                                                        | |                                                                     |
| Лучшая операторская работа          | • Дэвид Чун за фильм «Король нищих»                                                                                    | |                                                                     |
| Лучший монтаж                       | | ★ Джон Ву, Дэвид Ву, Кай Кит-вай, Джек А за фильм «Круто сваренные»                                                    | ★ Джон Ву, Дэвид Ву, Кай Кит-вай, Джек А за фильм «Круто сваренные» |
| Лучший монтаж                       | • Марко Мак за фильм «Виртуоз 2»                                                                                       | |                                                                     |
| Лучший монтаж                       | • Марко Мак за фильм «Однажды в Китае 2»                                                                               | |                                                                     |
| Лучший монтаж                       | • Вонг Вин Минг за фильм «Магнат казино»                                                                               | |                                                                     |
| Лучший монтаж                       | • Пун Хун за фильм «Таверна дракона»                                                                                   | |                                                                     |
| Лучшая работа художника             | ★ Сильвер Чун, Олимпик Лау, Лай Пань за фильм «Авансцена»                                                              | ★ Сильвер Чун, Олимпик Лау, Лай Пань за фильм «Авансцена»                                                              |                                                                     |
| Лучшая работа художника             | • Джеймс Люн, Чон Йи Фанг за фильм «Виртуоз 2»                                                                         | |                                                                     |
| Лучшая работа художника             | • Эдди Ма за фильм «Однажды в Китае 2»                                                                                 | |                                                                     |
| Лучшая работа художника             | • Джейсон Мок за фильм «Королевский бродяга 2»                                                                         | |                                                                     |
| Лучшая работа художника             | • Янк Вон, Чинь Иухан за фильм «Человек в клетке»                                                                      | |                                                                     |
| Лучшая работа художника по костюмам | ★ Уильям Чанг, Брюс Ю за фильм «Виртуоз 2»                                                                             | ★ Уильям Чанг, Брюс Ю за фильм «Виртуоз 2»                                                                             |                                                                     |
| Лучшая работа художника по костюмам | • Чэ Сук-Ин, Пиу Юк-Мук, Олимпик Лау, Силвер Чун за фильм «Авансцена»                                                  | |                                                                     |
| Лучшая работа художника по костюмам | • Брюс Ю за фильм «Правосудие моей пятки»                                                                              | |                                                                     |
| Лучшая работа художника по костюмам | • Йи Чунгман, Ширли Чан за фильм «Королевский бродяга 2»                                                               | |                                                                     |
| Лучшая работа художника по костюмам | • Чан А-Джо за фильм «92: Чёрная Роза против Чёрной розы»                                                              | |                                                                     |
| Лучшая постановка экшена            | | ★ Юнь Вопхин за фильм «Однажды в Китае 2»                                                                              | ★ Юнь Вопхин за фильм «Однажды в Китае 2»                           |
| Лучшая постановка экшена            | • Стэнли Тонг, Тан Так Винг, Сэм Вонг за фильм «Полицейская история 3: Суперполицейский»                               | |                                                                     |
| Лучшая постановка экшена            | • Чэн Сяодун за фильм «Королевский бродяга 2»                                                                          | |                                                                     |
| Лучшая постановка экшена            | • Чэн Сяодун, Юэн Бун за фильм «Таверна дракона»                                                                       | |                                                                     |
| Лучшая постановка экшена            | • Чэн Сяодун, Юен Бун, Ма Юк Синг, Чен Ю Синг за фильм «Виртуоз 2»                                                     | |                                                                     |
| Лучшая музыка                       | ★ Хуанг Джин Чен за фильм «Авансцена»                                                                                  | ★ Хуанг Джин Чен за фильм «Авансцена»                                                                                  |                                                                     |
| Лучшая музыка                       | • Ричард Юэнь за фильм «Виртуоз 2»                                                                                     | |                                                                     |
| Лучшая музыка                       | • Ричард Юэнь, Джонни Нджо за фильм «Однажды в Китае 2»                                                                | |                                                                     |
| Лучшая музыка                       | • Лоуэлл Ло за фильм «92: Чёрная Роза против Чёрной розы»                                                              | |                                                                     |
| Лучшая музыка                       | • Джозеф Ку за фильм «Король нищих»                                                                                    | |                                                                     |
| Лучшая песня                        | ★ Композитор: Хуанг Джин Чен • Текст: Дэрил Яо, Хуанг Джин Чен • Исполнитель: Трейси Хуан за фильм «Двойные наручники» | ★ Композитор: Хуанг Джин Чен • Текст: Дэрил Яо, Хуанг Джин Чен • Исполнитель: Трейси Хуан за фильм «Двойные наручники» |                                                                     |
| Лучшая песня                        | • Композитор/текст: Джеймс Вон • Исполнитель: Розанна Луи за фильм «Виртуоз 2»                                         | |                                                                     |
| Лучшая песня                        | • Композитор: Ло Та-ю • Альберт Леунг • Исполнитель: Ло Та-ю, Дэльфин Чин за фильм «Мэри из Пекина»                    | |                                                                     |
| Лучшая песня                        | • Композитор: Джозеф Ку • Текст: Джеймс Вон • Исполнитель: Джордж Лам за фильм «Король нищих»                          | |                                                                     |
| Специальная памятная награда        | ★ Нг Чор-Фан | ★ Нг Чор-Фан |                                                                     |